# NGC 1456
NGC 1456 ist ein aus zwei Sternen bestehender Asterismus im Sternbild Stier (Rektaszension: 03:48:08.3; Deklination: +22:33:30). Er wurde im Jahr 1886 von J. Gerhard Lohse bei einer Beobachtung, bei der dieser „D * 10-12, comp. nebulous (130 deg, 9 arcsec)“ notierte, irrtümlich für eine Galaxie gehalten und erlangte so einen Eintrag in den Katalog.